# Macrozamia lucida
Macrozamia lucida är en kärlväxtart som beskrevs av Lawrence Alexander Sidney Johnson. Macrozamia lucida ingår i släktet Macrozamia och familjen Zamiaceae. IUCN kategoriserar arten globalt som livskraftig. Inga underarter finns listade i Catalogue of Life.